# Olle Herold
Olle Herold, före 1923 Asbukin, född 7 december 1915 i Petrograd, död 26 oktober 1989 i Nyon, Schweiz, var en finländsk ekonom.
Han studerade vid Åbo Akademi och blev färdig ekonom 1937. Han blev Åbo underrättelsernas första annonschef. Olle Herold deltog i andra världskriget där han blev skadad; senare hittades granatsplitter i hans bakhuvud.
År 1948 blev Olle Herold verkställande direktör för handelskammaren i Finland. År 1951 blev han sedan verkställande direktör för Finlands mässa. Han startade ett projekt 1975 och flyttade Finlands mässa till östra Böle. Han uppmärksammades för att han hade byggt mässcentret helt och hållet utan kostnad för den finska staten. Han hjälpte även den finländska industrin att bli mer internationell genom att ordna olika mässor.
Olle Herold fick många utnämningar från andra länder samt av Finlands president.